# Ferrari-Carano vineyards and winery
La Bodega y viñedos Ferrari-Carano en inglés: Ferrari-Carano Vineyards and Winery, es una bodega productora de afamados vinos de California y un cuidado jardín botánico con aproximadamente 5 acres (20,234 m²) de extensión, de administración privada en las proximidades de Healdsburg,  California.
El jardín botánico está integrado por varios jardines muy cuidados que giran en torno a "Villa Fiore Wine Shop".

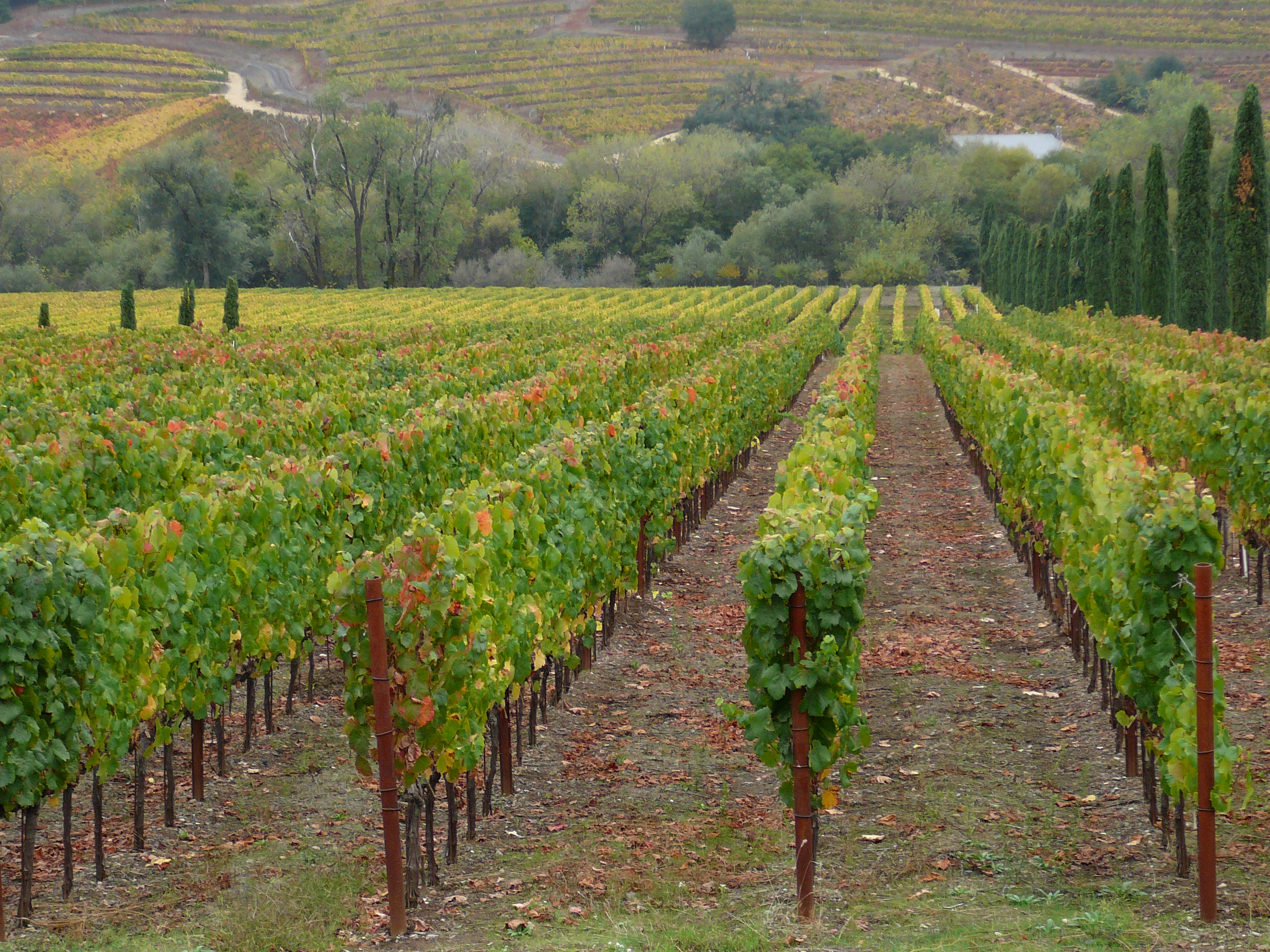
Viñedo de Ferrari-carano en Dry Creek Valley.

## Localización
Se ubica en las proximidades de Healdsburg, en el valle vitivinícola Dry Creek Valley de Sonoma.
Ferrari-Carano Vineyards and Winery 8761 Dry Creek Road, Healdsburg, Sonoma county CA 95448 California, United States of America-Estados Unidos de América.
Planos y vistas satelitales.38°37′00″N 122°51′00″O / 38.61667, -122.85000
Los tours están disponibles todos los días con cita a las 10 a. m., y paquetes privados de degustación en grupo están disponibles, previa solicitud.
Se pueden degustar vinos clásicos en la "Villa Fiore Wine Shop", o escaleras abajo para el nuevo bar de degustación de Enoteca en la bodega subterránea a la muestra de la reserva y los vinos de lanzamiento limitado.

## La Bodega y viñedos

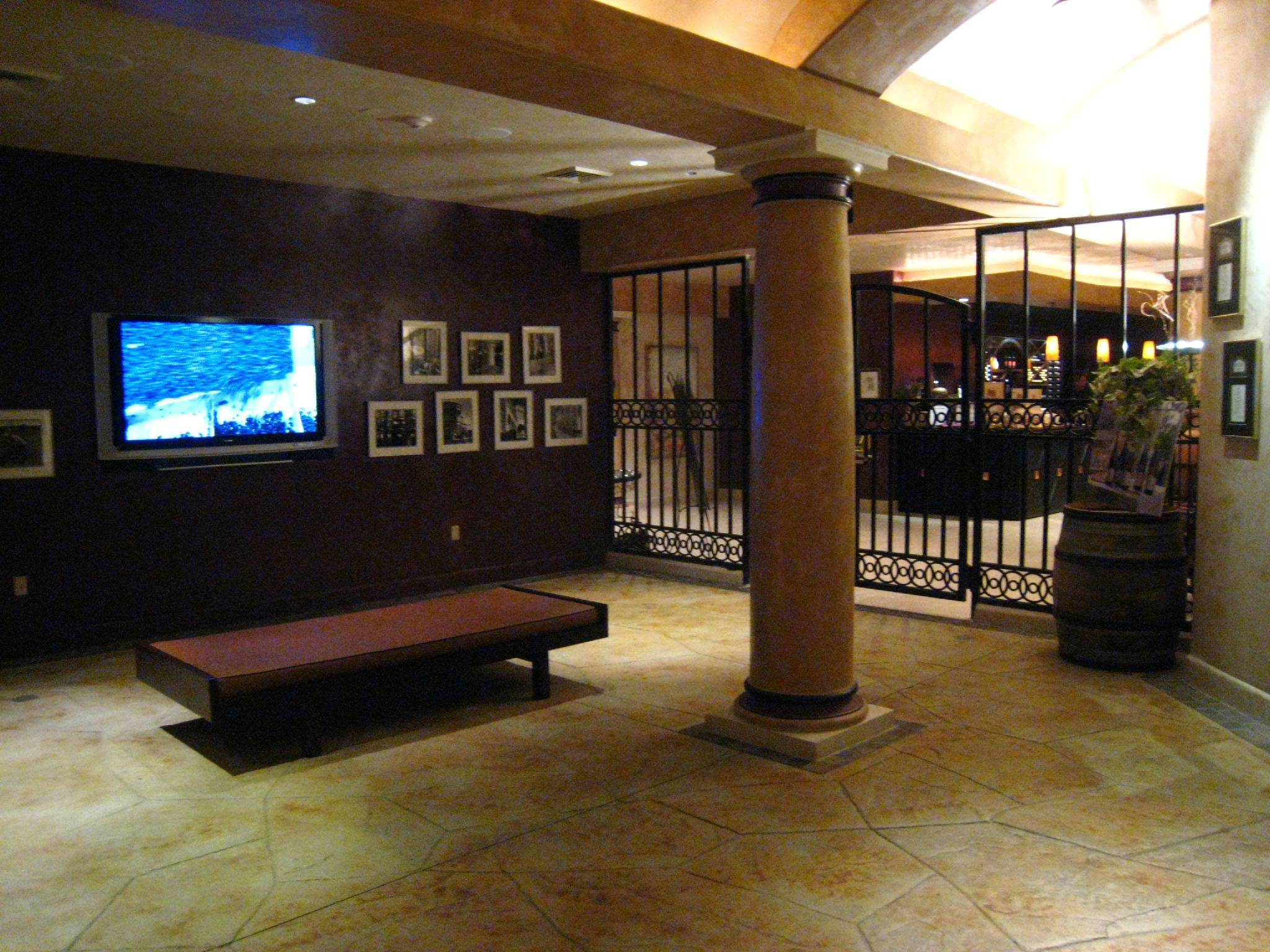
La sala de degustación ("tasting room") de la bodega "Ferrari Carano Reserve" se encuentra en una instalación aparte del resto de la bodega.

El hecho de que el nombre de la bodega incorpora la palabra "Viñedos" ( “Vineyards” ) es una forma deliberada de enfatizar en el tamaño de la fuente de las uvas y el terruño juega un papel muy importante en el producto final. Desde un pequeño terreno, de 30 acres de parcela de cultivo de uva comprada en 1979, a 19 terrenos de viñedos de hoy con cepas en seis denominaciones diferentes por un total de más de 1.500 hectáreas, Ferrari-Carano posee algunas de las mejores propiedades de cultivo de uvas en toda California.
Steve Domenichelli, Director de operaciones en los viñedos y su equipo han practicado durante mucho tiempo las técnicas agrícolas sostenibles, como el reciclaje de la materia orgánica para su uso como abono en los viñedos, la siembra de cultivos de cobertura del suelo de otras especies vegetales para evitar la erosión del suelo y añadir nutrientes deseables de nuevo al suelo, así como atraer a los insectos deseables, y la integración de los animales para mejorar naturalmente la biodiversidad y el reciclaje de nutrientes.
Entre las diferentes zonas de cultivo de suministro de uvas destacan :
- "Alexander Valley" es la sede de la bodega de montaña, el "Alexander Valley" es una de las denominaciones más grandes en el condado de Sonoma, con una diversidad de suelos y clima sin igual en cualquier otra región. Más de la mitad viñedos de montaña de Ferrari-Carano, de ladera y del fondo del valle se encuentran aquí. Los varietales Chardonnay, Sauvignon Blanc y Merlot se plantan en las tierras del fondo del valle y banco, mientras que el Cabernet Sauvignon, Merlot, Syrah, Malbec, Sangiovese, Petit Verdot y Cabernet Franc se plantan en las montañas. La niebla se dispersa con más rapidad en las cimas de la cordillera de la costa, quemando rápidamente el sol de la mañana, lo que resulta en un clima cálido, con casi pleno sol durante todo el día - las condiciones ideales para los viñedos. El "terroir" de cada viñedo aporta su propia complejidad de sabores y taninos en las uvas.
- "Russian River Valley", este valle es propenso a la niebla, una región de clima fresco y una de las denominaciones de mayor prestigio en el condado de Sonoma, este valle es conocido por la niebla marina en la noche que enfría la fruta madura, mientras que los suelos de grava proporcionan un perfecto drenaje de las vides. En el "Russian River Valley", densos bosques de secoya, roble, laurel y pino se aferran a las curvas del Río Ruso (Russian River), mientras que, las amplias praderas abiertas cubren gran parte del valle. Situado a solo 20 millas del Océano Pacífico, el "Russian River Valley" es una de las regiones de cultivo de uva más frescas de en el Condado de Sonoma, ideal para los Ferrari-Caranos más finos, aquí se plantan cepas de Chardonnay, Pinot Noir y Sauvignon Blanc. La niebla de verano con frecuencia rueda desde el océano hacia el valle por el mediodía, y perdura hasta bien después de la salida del sol de la mañana siguiente. Diferentes tipos de suelo se encuentran en "Russian River Valley", como suelos Goldridge, los más buscados después de los suelos en el condado de Sonoma, así como profundos depósitos aluviales de arena y grava a la izquierda depositados por el río a través de miles de años de inundaciones invernales. Esta combinación única de los suelos y el clima son los bloques de construcción para crear algunos de los mejores vinos Ferrari-Caranos, del "Chardonnay Single Vineyard".
- "Dry Creek Valley" terrenos cálidos, con suelos ricos y un clima cálido, Dry Creek Valley, conocido por Zinfandel, es compatible con una diversidad de variedades cultivadas en otros terrenos en igualmente altos niveles de calidad. En este hermoso valle, donde se encuentra el edificio principal de la bodega Ferrari-Carano, tiene solo 16 millas de largo y dos millas de ancho, pero que cuenta con más de 6.000 hectáreas de viñedos. El clima refleja tanto las influencias costeras e interiores. Al igual que Alexander Valley, al este, Dry Creek Valley goza de temperaturas cálidas durante julio, agosto y septiembre, los meses de maduración cruciales de la temporada de crecimiento. Y, como el Russian River Valley al oeste, Dry Creek Valley experimenta tardes frescas frecuentes y por la noche enfriamiento por la niebla costera durante el verano y principios del otoño. Estas dos influencias climáticas se combinan para crear condiciones moderadas generales bajo las cuales las vides y frutas crecen mejor.
- "Napa Carneros" En esta zona la fría niebla y la brisa ligera desde el clima muy fresco de la Bahía marcada por el mar por la tarde brisas que circulan a través de los viñedos durante la temporada de crecimiento pico son las condiciones ideales para las uvas Chardonnay. La denominación Carneros está a caballo entre dos condados el de Napa y el de Sonoma, en sus bordes meridionales a lo largo de la Bahía de San Pablo. La niebla es un fenómeno frecuente y persistente aquí. La larga, temporada de cultivo fresco madura la fruta lentamente, dándole tiempo de sobra para ganar en riqueza y profundidad, manteniendo una mayor acidez y estructura más rígida que la fruta en un clima más cálido.
- "Mendocino Ridge/Anderson Valley", zona apacible, bucólica que rezuma encanto en cada rincón, junto a la región de la costa del condado de Mendocino y a tan solo 15 millas de distancia del Anderson Valley y adyacente a Sierra de Mendocino que está a solo dos horas al norte de San Francisco. Zona escasamente poblada el "Anderson Valley" fue creado por la cuenca del río Navarro y está rodeado por empinadas laderas boscosas, así como colinas salpicadas de pintorescos viñedos, granjas y huertos. Es aquí donde Ferrari-Carano compró una propiedad única, una viña plantada con uvas Pinot Noir - Sky High Ranch - en la parte alta de la Sierra de Mendocino por encima del Anderson Valley. El viñedo, rodeado de imponentes secuoyas y frondoso bosque, se encuentra muy por encima de la niebla en más de 1,500 pies de elevación en las laderas frescas y empinadas de Mendocino Ridge. Anderson Valley es conocido como la denominación ideal para el cultivo de uvas Pinot Noir, con días cálidos y soleados y, neblina en las mañanas frías y por las noches crean el microclima ideal para este varietal.

## El jardín botánico
Los espectaculares cinco acres de los jardines Ferrari-Carano que rodean la bodega son tan conocidos como sus vinos. 
Lo que comenzó en 1987 como un trabajo de amor por la extraordinaria jardinera Rhonda Carano, le tomó 16 meses para planificar y completar la plantación inicial. 
Hoy, los aficionados al jardín y amantes del vino por igual disfrutan de los hermosos jardines y un deslumbrante despliegue de color que Rhonda y el jardinero jefe Pat Patin han creado.
Los jardines que rodean "Villa Fiore, Hospitality Wine Center" de Ferrari-Carano, son en parte un parterre italiano / francés en estilos clásicos, con formas geométricas que forman la columna vertebral de la arquitectura de este jardín. 
El jardín cerrado en la parte delantera de la finca tiene un ambiente más parecido a un parque; relajado en el diseño con un énfasis en el color y la textura, y con una mezcla de árboles, arbustos, plantas perennes y anuales
- Tulipanes

No importa la temporada, los jardines son una delicia, en constante cambio en el esquema de color y las plantaciones, que comienza cada temporada con más de 10.000 tulipanes y narcisos que inundan el centro del jardín en la primavera.
- Árboles y arbustos

Los visitantes pueden pasear tranquilamente a pie los senderos y los sinuosos puentes a lo largo de un arroyo ondulante capturado en ambos extremos de cascadas que desembocan en estanques llenos de peces. Las más de 2.000 especies de árboles y arbustos están marcados con etiquetas de identificación, por lo que este recorrido informativo es autoguiado. Este jardín tiene algunos de los pocos alcornoques portugueses que crecen con éxito en la zona. 
A lo largo de todo el jardín hay esculturas en bronce de artistas de renombre mundial como Dennis Smith, Douglas Van Howd y Jane DeDecker.